# Saint-Remy-du-Nord
Saint-Remy-du-Nord è un comune francese di 1 218 abitanti situato nel dipartimento del Nord nella regione dell'Alta Francia.

## Società

### Evoluzione demografica
Abitanti censiti